# Daicel
Daicel Corporation (株式会社ダイセル, Kabushiki gaisha Daiseru) — химическая компания, базирующаяся в Японии.

## Описание
Корпорация Daicel занимается производством целлулоида, органических химикатов, высокоэффективных химикатов, полимеров и пиротехнических устройств. Продукция компании включает ацетат целлюлозы, вату для сигаретных фильтров, высокоэффективные химикаты, технические пластмассы, такие как жидкокристаллические полимеры (ЖКП), полимерные соединения и автомобильные подушки безопасности.
Компания, образованная в 1919 году в результате слияния восьми региональных производителей целлулоида, получила название Dainippon Celluloid Company и сменила его на Daicel Corporation в 1966 году. Первая дочерняя компания Fuji Photo Film была создана в 1934 году для производства нитроцеллюлозной плёнки. Со временем компания была переименована в Fujifilm.
В начале 2020 года компания Daicel владела контрольным пакетом акций Polyplastics. К концу 2020 года компания Daicel выкупила оставшуюся долю у Celanese и стала 100-процентным владельцем Polyplastics.